# Metapyroppia doratosa
Metapyroppia doratosa är en kvalsterart som beskrevs av Tyler A. Woolley 1969. Metapyroppia doratosa ingår i släktet Metapyroppia och familjen Ceratoppiidae. Inga underarter finns listade i Catalogue of Life.